# Heiti
Das Heiti (altnord. heiti „Name“, Plural heiti) ist eine der altisländischen Stabreimdichtung (Edda, Skalden) entstammende Stilfigur. Es beschreibt einen Gegenstand oder Namen mit einem eingliedrigen bildhaften Ausdruck, der bisweilen weit hergeholt zu sein scheint und zum Verständnis ein genaues Vorwissen von Mythen und Sagen des germanischen Kulturkreises voraussetzt.
Die Funktion der Heiti ist die einer differenzierenden Metapher. So wird bei der Wahl des Sprachbildes ein bestimmter Aspekt betont, z. B.
- Eber und der Waltende für einen Fürsten,
- der Gierige für den Wolf oder das Feuer,
- großer Redner, Heervater und Allvater für Odin.

Der Ursprung der Heiti ist weniger poetologisch als rituell motiviert. Sie fußt auf einem Tabu. Die altnordische Religion forderte bei der Anrufung von Göttern bzw. tabuierten Dingen oder Personen die jeweils spezifische Eigenschaft als Rechtfertigung für das Aussprechen des Namens. Die überreiche Tradition von Heiti für Götternamen (allein 150 Beispiele für den Gott Odin) spiegelt dies wider. Eine Sammlung der wichtigsten Heiti hat Snorri Sturluson in der Bragarmál, einer Abhandlung über die Dichtersprache der Skalden, in der Snorra-Edda hinterlassen.
Heiti können bei der Übersetzung in moderne Sprachen meist nur als mehrgliedrige Ausdrücke umschrieben werden, was eine klare Unterscheidung von der Kenning erschwert.